# 費爾維尤鎮區 (堪薩斯州考利縣)
費爾維尤鎮區（英語：Fairview Township）為美國堪薩斯州考利縣轄下的鎮區。2010年美国人口普查中該鎮區人口有248人。

## 地理
費爾維尤鎮區涵蓋面積93.32平方（36.03平方英里），境內無城市。

### 墓園
根據美國地質調查局的資料，此鎮區擁有1座墓園：
- 阿克倫墓園（Akron Cemetery）

### 溪流
通過此鎮區的溪流有：
- 達奇溪（Dutch Creek）
- Foos溪

## 人口統計
根據2010年美國人口普查，費爾維尤鎮區人口有248人，住房106戶，人口密度為2.66人/每平方公里。此鎮區居民之種族中，白人佔96.37%，非裔美國人佔0%，美洲原住民佔2.02%，亞裔美國人佔0.4%，太平洋島裔美國人佔0%，其他種族佔0.4%，混血種族則佔0.81%。而西班牙裔或拉丁裔美國人佔此鎮區人口的6.05%。

## 外部連結
- City-Data.com （页面存档备份，存于）